# Günter Schwehm
Günter Schwehm (* 1. Juli 1926 in Schiffweiler; † 25. September 1987 in Schiffweiler) war ein deutscher Politiker (CDU), Jurist und Landrat des Landkreises Ottweiler.

## Leben
Nach dem Ende seiner schulischen Ausbildung absolvierte Schwehm ein Studium der Rechtswissenschaften. Mit seiner im Jahr 1950 an der Universität Freiburg vorgelegten Schrift „Beihilfe zum Meineid durch Unterlassen“ wurde er zum Dr. jur. promoviert. Im Anschluss wurde er in seiner Heimatgemeinde Schiffweiler zum Landgerichtsrat ernannt. Im Jahr 1955 war er eines der Gründungsmitglieder des CDU-Ortsvereins in Schiffweiler. 1957 kandidierte er ohne Erfolg über die saarländische Landesliste der CDU für den Deutschen Bundestag. Im Zeitraum von 1966 bis 1973 war er Landrat des Landkreises Ottweiler und nach der Umbenennung infolge der saarländischen Gebietsreform zum 1. Januar 1974 auch Landrat des Landkreises Neunkirchen bis 1985.

## Mitgliedschaften
- 1970 bis 1971: Präsident des Rotary Clubs Neunkirchen[2]
- Vorsitzender des Vereins Lebenshilfe e. V. in Neunkirchen[2]

## Publikation
- Beihilfe zum Meineid durch Unterlassen, Freiburg, Rechts- u. staatswissenschaftliche Fachdissertation vom 7. November 1950. OCLC 313214864